# Загорье (Конаковский район)
Загорье — деревня в Конаковском районе Тверской области. Входит в состав Юрьево-Девичьевского сельского поселения.

## География
Находится в юго-восточной части Тверской области на расстоянии приблизительно 11 км на юго-запад от центра города Конаково на левом берегу Волги.

## История
Известна была с 1540-х годов, когда она состояла из 7 дворов. В 1859 году учтено было 14 дворов, в 1900 — 18. Ныне имеет дачный характер.

## Население
Численность населения: 96 человек (1859 год), 119 (1900), 16 (русские 100 %) в 2002 году, 0 в 2010.